# Убийство Блэйка и Мэри-Джо Хэдли
Убийство Блэйка и Мэри-Джо Хэдли произошло 16 июля 2011 года в Порт-Сент-Луси, штат Флорида, США. За убийство был осужден их сын Тайлер Хэдли.

## Хронология событий

### Убийство
Незадолго до 5 вечера, Тайлер забрал мобильные телефоны своих родителей. Он принял три таблетки экстази и пошёл в комнату родителей. Он 5 минут стоял сзади Мэри-Джо, пока она работала за компьютером, а затем начал избивать её молотком. На крики прибежал Блэйк, которого Тайлер также забил до смерти молотком. Следующие 3 часа он очищал дом от крови, готовясь к вечеринке. Тела родителей он спрятал в главной спальне.

### Вечеринка
Спустя некоторое время после убийств, Тайлер создал пост в Facebook, в котором написал, что устраивает вечеринку этой ночью. Затем он заехал за несколькими друзьями. На вечеринку пришло около 60 человек, они веселились, играли в пиво-понг, курили сигары и пили. Ночью Тайлер рассказал своему лучшему другу Майклу Манделлу о том, что ударил своих родителей молотком. Он показал ему спальню и кровь в ней. Новость о случившемся преступлении начала передаваться из уст в уста. На следующее утро Хэдли был арестован.

## Преступник
В подростковом возрасте Тайлер начал прогуливать школу и принимать наркотики. У него были проблемы с психическим здоровьем; его родители водили его к психиатру, однако это не помогло.

## Суд
Тайлеру было 17 лет и по законам Флориды его не могли приговорить к смертной казни. В 2014 он был приговорён к пожизненному заключению без права на досрочное освобождение.

## Последствия
В апреле 2015 года дом Хэдли был снесён.
В апреле 2016 года его приговор был отменён апелляционным судьёй, который заявил, что нижестоящий суд «не рассматривал правильную альтернативу пожизненному заключению».
В декабре 2018 года Хэдли был повторно приговорён к пожизненному заключению, но на этот раз с возможностью условно-досрочного освобождения.

## В культуре
В 2019 году группа SKYND посвятила Тайлеру Хэдли одноимённую песню.